# 코피티션
코피티션(Co-petition 혹은 Coopetition)은 'cooperation'(협동)과 'competition'(경쟁)의 합성어로 동종 업계간의 상호 협력과 경쟁을 통해 이익을 추구하는 것을 뜻한다. 1996년 예일대 베리 네일버프 교수와 하버드대 아담 브랜던버거 교수에 의해 처음 사용된 용어로 원래는 비즈니스 성공 전략을 일컫는 경영학 용어였으나 최근에는 여러 분야에서 널리 통용된다. 이는 기업간의 승자와 패자가 구분되는 것이 아닌 모두가 승자가 될 수 있다는 윈-윈 전략에 기초한다.

## 의의
코피티션의 목적은 기업간의 극단적 경쟁에서 비롯되는 위험 요소들을 피하고 자원 공용화, 공동 R&D 등의 상호 협력을 통해 시장의 발전을 꾀하는데 있다. 시장의 크기가 3인 것을 독점하는 것보다 10인 것을 양분하는 것이 낫다는 원리다. 때문에 코피티션은 향후 디지털 컨버전스 시대에 등장할 여러 비즈니스 영역에서 꼭 필요한 개념으로 인식되고 있다.

## 같이 보기
- 신조어
- 합성어

## 사례
- 시사금융용어 3분 해설-코피티션(Coopetition) / 연합인포맥스
- LG경제연구원-조직 장벽을 극복하는 비결 / 연합뉴스
- 신약개발도 코피티션이 필요하다 / 머니투데이